# Liste der Monuments historiques in Voinémont
Die Liste der Monuments historiques in Voinémont führt die Monuments historiques in der französischen Gemeinde Voinémont auf.

## Liste der Immobilien
| Bezeichnung       | Beschreibung                                                    | Standort               | Kennzeichnung | Schutzstatus | Datum | Bild           |
| ----------------- | --------------------------------------------------------------- | ---------------------- | ------------- | ------------ | ----- | -------------- |
| Kirche St-Étienne | Turm um 1100, Schiff aus der ersten Hälfte des 16. Jahrhunderts | Rue de l’Église (Lage) | PA00106447    | Inscrit      | 1990  | weitere Bilder |

## Liste der Objekte
| Bezeichnung                        | Beschreibung                                              | Standort                                  | Kennzeichnung | Schutzstatus | Datum | Bild |
| ---------------------------------- | --------------------------------------------------------- | ----------------------------------------- | ------------- | ------------ | ----- | ---- |
| Pietà                              | Stein, farbig gefasst, zweite Hälfte des 16. Jahrhunderts | in der Kapelle Notre-Dame-de-Pitié (Lage) | PM54002013    | Inscrit      | 1994  |      |
| Rosenkranz des Abbé Collet         | Holz, Elfenbein, Bronze, 18. Jahrhundert                  | in der Kirche St-Étienne (Lage)           | PM54002011    | Inscrit      | 2009  |      |
| Gemälde Porträt des Abbé Masson    | Ölfarbe auf Leinwand, vergoldeter Holzrahmen, um 1800     | in der Kirche St-Étienne (Lage)           | PM54002012    | Inscrit      | 2009  |      |
| Altarkreuz und sechs Altarleuchter | Kupfer, vergoldet, zweite Hälfte des 18. Jahrhunderts     | in der Kirche St-Étienne (Lage)           | PM54001000    | Classé       | 1979  |      |